# Гороховское (Киевская область)
Гороховское (укр. Горохівське, до 2016 г. — Петровское) — село, входит в Кагарлыкский район Киевской области Украины.
Население по переписи 2001 года составляло 69 человек. Почтовый индекс — 09222. Телефонный код — 4573. Занимает площадь 0,886 км². Код КОАТУУ — 3222282403.

## История
- 2016 — Верховная Рада переименовала село Петровское в село Гороховское[1].

## Местный совет
09222, Київська обл., Кагарлицький р-н, с. Горохове, вул. Загоруйка,14